# Orleton
Orleton – wieś i civil parish w Anglii, w hrabstwie Herefordshire, w dystrykcie (unitary authority) Herefordshire. Leży 28 km na północ od miasta Hereford i 201 km na północny zachód od Londynu. W 2011 roku civil parish liczyła 794 mieszkańców. Orleton jest wspomniana w Domesday Book (1086) jako Alretune.